# Peter Cook (architetto)
Peter Cook (Southend-on-Sea, 22 ottobre 1936) è un architetto inglese, insegnante e autore di alcuni testi.

## Biografia
Dal 1953 al 1958, Cook ha studiato architettura presso il Bournemouth College of Art, poi si è trasferito alla Architectural Association School of Architecture a Londra, dove ha conseguito la laurea nel 1960. Successivamente è tornato alla AA in qualità di insegnante.
Mentre lavorava presso lo studio James Cubitt & Partners, Cook fu uno dei fondatori dell'avanguardia artistica nota con il nome di Archigram negli anni sessanta.
Ha diretto l'Istituto di arte contemporanea (ICA) a Londra, dal 1970 al 1972.
È stato nominato professore a vita alla Staedelschule (accademia d'arte) di Francoforte nel 1984, contribuendo a consolidare la reputazione della scuola come una delle principali scuole di architettura della Germania.
È diventato in seguito Professore d'Architettura alla Scuola di Architettura The Bartlett, University College London, ritirandosi successivamente dall'incarico nel 2005.
Nel 2002, la RIBA ha premiato il gruppo Archigram con Medaglia d'oro Reale per l'Architettura.
Nel 2004, è stato inserito nella rosa dei candidati per il Premio Stirling (Stirling Prize) insieme con Colin Fournier per la Kunsthaus Graz. È stato anche insignito del titolo di Sir dalla Regina Elisabetta II e di quello di Commandeur de l'Ordre des Arts et des Lettres dallo Stato Francese.
Nel 2006, ha fondato lo studio CRAB insieme all'architetto inglese Gavin Robotham.
In Italia, è stato coautore del progetto per il nuovo teatro Il Maggiore a Verbania.